# Железничка станица Лапово ранжирна
Железничка станица Лапово ранжирна је ранжирна станица на прузи Београд—Ниш. Налази се насељу Лапово у општини Лапово. Пруга се наставља у једном смеру ка Лапову и у другом према према Лапово–вароши. Железничка станица Лапово ранжирна састоји се из 22 колосека 2 пролазна колосека који обилазе станицу.